# 黎塞留枢机府邸

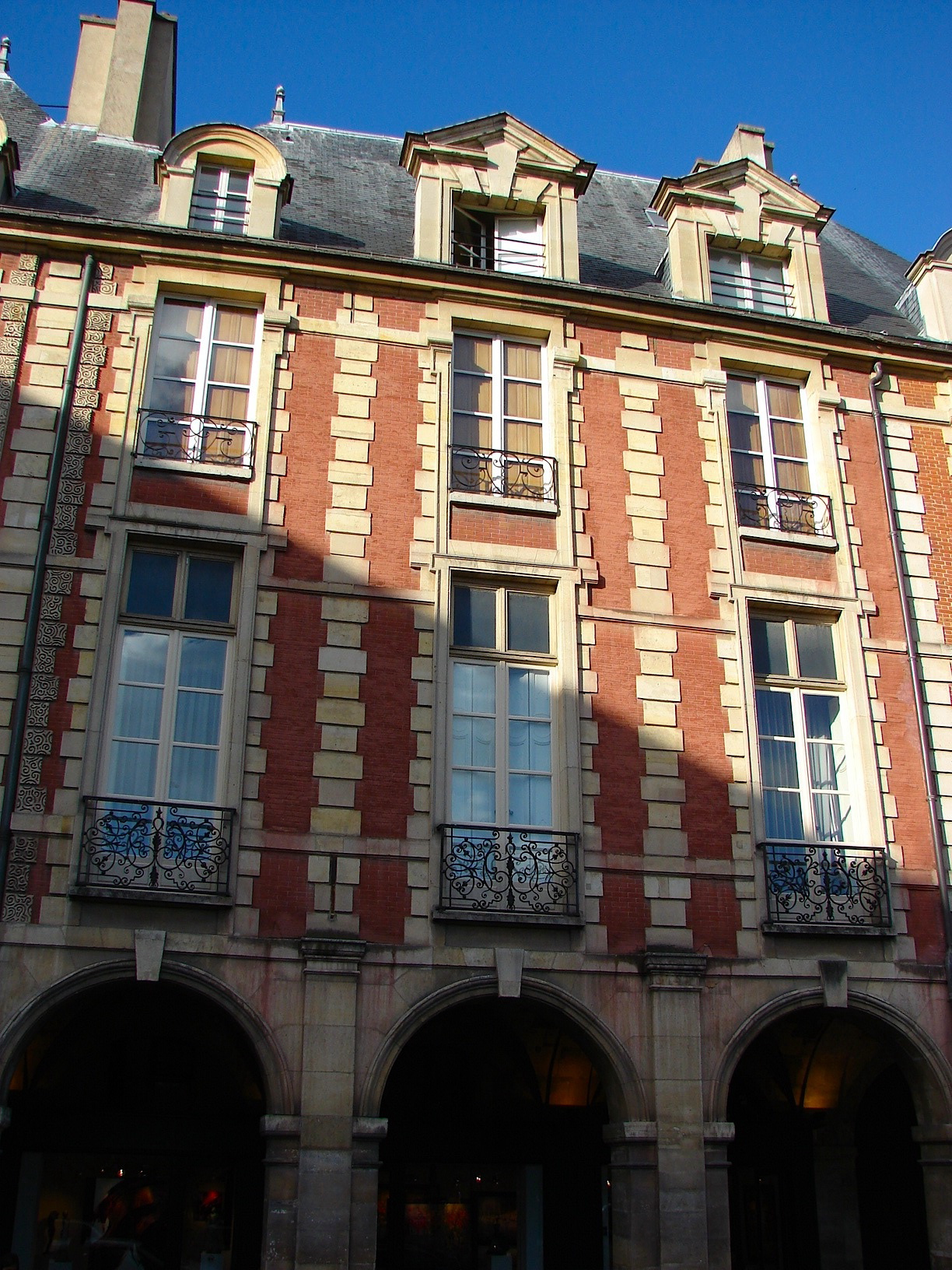

黎塞留枢机府邸（hôtel du Cardinal de Richelieu）是一座法式府邸，位于巴黎第三区的孚日广场21号。它坐落于孚日广场西北转角，在巴梭姆皮埃尔府邸（hôtel de Bassompierre）以西。

## 历史

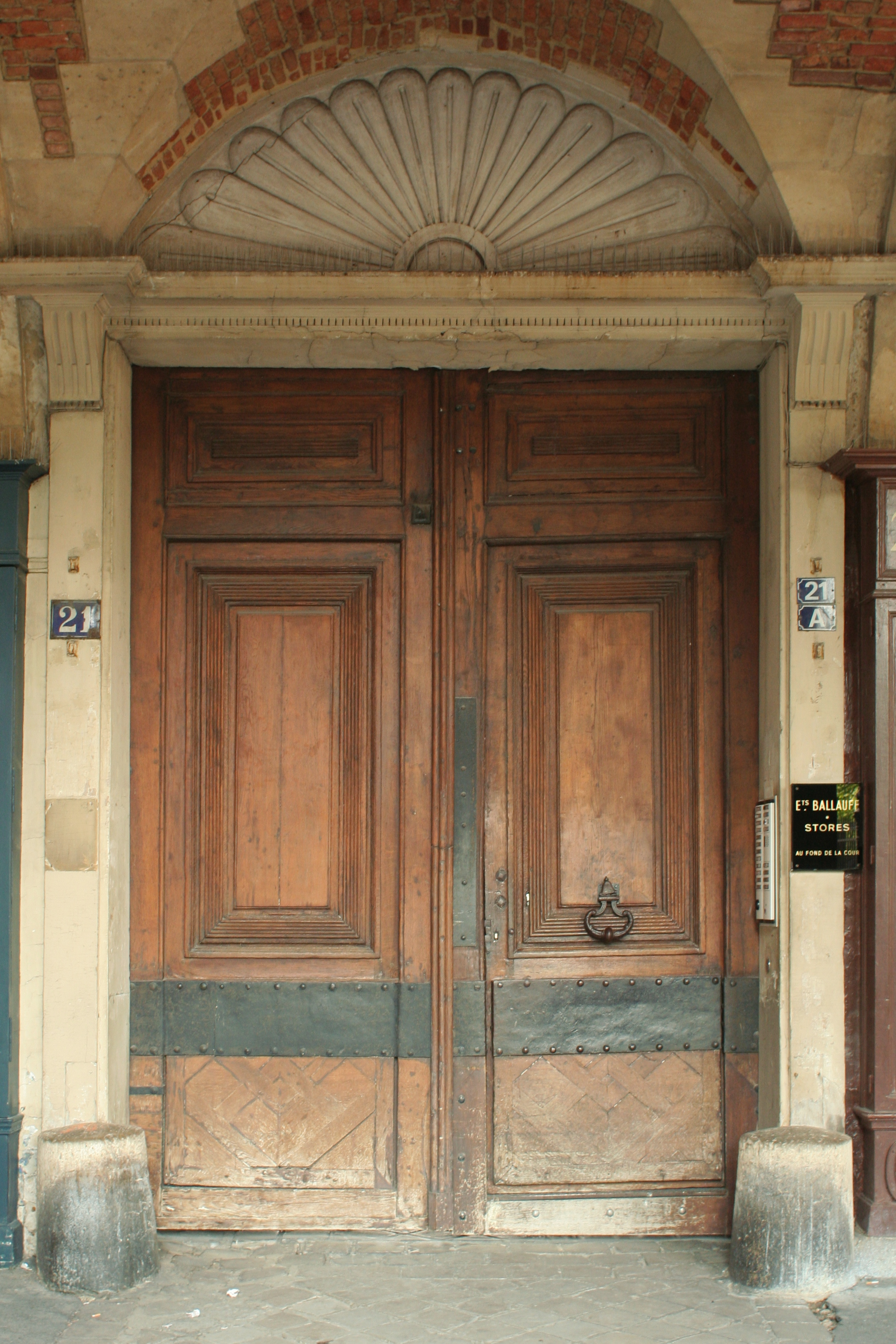

这家酒店是在17世纪初开辟皇家广场（今孚日广场）时建造的；虽然它以黎塞留枢机命名，但但似乎没有人住在那里。1610年，枢机主教的妹夫布雷泽元帅买下了这座建筑。1659年，枢机主教的侄孙黎塞留公爵路易·弗朗索瓦·阿尔芒·德·维涅罗·迪·普莱西以167000镑买下。1734年，他从 吉斯公爵手中买下了附近的府邸。1721年，托斯卡纳大公夫人奥尔良的玛格丽特-路易丝在这里去世。阿尔封斯·都德据说在1877年住在这里。
1920年，立面和屋顶列为法国历史遗迹；长廊、庭院屋顶和楼梯于1958年列入名录。